# 로소
로소(프랑스어: Rosso, 아랍어: روصو 알쿠와리브[*])는 모리타니 남서부에 위치한 모리타니 제3의 도시로, 트라르자 주의 주도이며 인구는 48,922명(2002년 기준)이다. 세네갈강과 접하고 있고 누악쇼트(모리타니의 수도)에서 남쪽으로 204km 정도 떨어진 곳에 위치하며 세네갈과 국경을 접한다.

## 경제
아라비아검 거래의 중개지로 성장했다. 또한 누악쇼트와 다카르 사이 여객의 중개지 역할을 하기도 하지만 이 점 때문에 로소의 경제는 모리타니와 세네갈 양국 관계에 의해 영향을 받기도 하다. 실제로 1990년대 초반 양국 사이의 전쟁 때문에 국경이 폐쇄되기도 했다.

## 언어
모리타니 남서부에서는 월로프어가 주로 쓰이지만 사막화가 가속화되고 있는 모리타니 북부로부터 이주해온 사람들에 의해 다른 언어가 쓰이기도 하다.

## 기후
| Rosso의 기후             | Rosso의 기후 | Rosso의 기후 | Rosso의 기후 | Rosso의 기후 | Rosso의 기후 | Rosso의 기후 | Rosso의 기후 | Rosso의 기후 | Rosso의 기후 | Rosso의 기후 | Rosso의 기후 | Rosso의 기후 | Rosso의 기후 |
| 월                       | 1월          | 2월          | 3월          | 4월          | 5월          | 6월          | 7월          | 8월          | 9월          | 10월         | 11월         | 12월         | 연간         |
| ------------------------ | ------------ | ------------ | ------------ | ------------ | ------------ | ------------ | ------------ | ------------ | ------------ | ------------ | ------------ | ------------ | ------------ |
| 역대 최고 기온 °C (°F)   | 37 (99)      | 42 (108)     | 43 (109)     | 45 (113)     | 45 (113)     | 45 (113)     | 45 (113)     | 43 (109)     | 42 (108)     | 45 (113)     | 42 (108)     | 40 (104)     | 45 (113)     |
| 일평균 최고 기온 °C (°F) | 29 (84)      | 32 (90)      | 33 (91)      | 36 (97)      | 37 (99)      | 36 (97)      | 34 (93)      | 34 (93)      | 35 (95)      | 36 (97)      | 33 (91)      | 30 (86)      | 34 (93)      |
| 일일 평균 기온 °C (°F)   | 23 (73)      | 26 (79)      | 27 (81)      | 28 (82)      | 30 (86)      | 31 (88)      | 30 (86)      | 30 (86)      | 30 (86)      | 31 (88)      | 25 (77)      | 25 (77)      | 28 (82)      |
| 일평균 최저 기온 °C (°F) | 17 (63)      | 19 (66)      | 20 (68)      | 21 (70)      | 23 (73)      | 25 (77)      | 25 (77)      | 26 (79)      | 26 (79)      | 25 (77)      | 22 (72)      | 18 (64)      | 22 (72)      |
| 역대 최저 기온 °C (°F)   | 8 (46)       | 11 (52)      | 11 (52)      | 11 (52)      | 12 (54)      | 13 (55)      | 20 (68)      | 22 (72)      | 19 (66)      | 16 (61)      | 11 (52)      | 7 (45)       | 7 (45)       |
| 평균 강수일수            | 1            | 1            | 0            | 0            | 0            | 0            | 2            | 4            | 3            | 1            | 0            | 1            | 13           |
| 출처:                    |              |              |              |              |              |              |              |              |              |              |              |              |              |